# Masilla Verde
Masilla verde (del inglés: Green Stuff ‘Materia verde’) es un tipo de masilla epoxi bicomponente utilizada para esculpir, consistente en una mezcla de resina epoxi o base de poliepóxido de color amarillo y un agente endurecedor de color azul que endurecen a temperatura ambiente.
El término masilla verde se hizo popular entre escultores de miniaturas al venir la citada masilla en dos bloques que debían mezclarse habitualmente en colores de azul y amarillo, que al hacer la mezcla de endurecimiento producían un color verde, si bien este no son los únicos colores en los que puede presentarse la masilla epoxi.